# Baldersgade
Baldersgade er en gade på Ydre Nørrebro i København. Den går fra Nørrebrogade, over Mimersgade og Nannasgade og ender ved Tagensvej. Ved Tagensvej ligger den rolige Balders Plads, som er kendt af få. Baldersplads er blevet meget eftertragtet henover de seneste par år. Fx bliver der afholdt jazzfestival, loppemarked og mange andre events. På strækningen mellem Mimersgade og Tagensvej har Baldersgade den oprindelige brostensbelægning. Der er meget få butikker i Baldersgade og gaden er forholdsvis stille.
Baldersgade blev navngivet omkring 1876 og fik navn efter guden Balder. I nordisk mytologi er Balder (el. Baldr) søn af Odin og Frigg og gift med Nanna. Balder er retfærdighedens gud og den smukkeste af alle aser. Balders død er blandt de mest kendte myter i nordisk mytologi.

## Særlig bebyggelse i Baldersgade
I Baldersgade er der syv bygninger af høj bevaringsværdi bl.a. stort set alle bygningerne rundt om Balders Plads.
Adressen Baldersgade 39 er gået i arv fra greve til greve.
På et kort fra 1865 ses begyndende bebyggelse på Baldersgade mod Nørrebrogade, mens den nordlige ende af den nuværende gade blot ses som et skel mellem to markstykker på Rådmandsmarken. På et kort fra 1886 (H. Waagensen) figurerer endnu blot den sydligste ende, op til nuværende Dagmarsgade, der ses som en stiplet linje.
Baldersgade blev kraftigt udbygget sammen med resten af bydelen i slutningen af 1800-tallet, og sporvognslinje 7 havde endestation netop her. Omkring århundredeskiftet var der også luksusbyggeri i Baldersgade, der – ifølge reklamematerialet – rummede eget wc og godt pigeværelse og med en husleje på 400-450 kr. om måneden.
Nr. 65: Røde Rose II udflytterbørnehave. Børnehaven opstod i 1970'erne som reaktion på de dårlige børnepasningsmuligheder i området.
Adressen Baldersgade 20-24 har haft en omtumlet tilværelse: Her opstod i 1880'erne en af de Kellerske Anstalter, hvor åndssvage og døvstumme blev undervist i at tale. Cirka halvdelen af børnene boede på skolen. I 1903 åbnede Balders Hospital i de samme bygninger. Det var det første hospital på Ydre Nørrebro og indeholdt bl.a. en særlig ”konsultationsstue for fattigfolk”. Siden var bygningerne rammen for en berygtet psykiatrisk 6. afdeling, et aflastningssted for Kommunehospitalets psykiatriske afdeling. Der var megen trafik frem og tilbage til Balders Hospital, og gaden blev brolagt. Det er samme brolægning, som findes i dag.
Hen imod besættelsens slutning blev adressen til Krankenhaus Baldersgade for ca. 140 tyske flygtninge. Efter besættelsen var hospitalet i en årrække en filial af Rudolf Bergs Hospital for kønssygdomme. Siden 1980'erne har bygningerne fungeret som social- og jobcenter.

Den 25. januar 1986 blev to sammenhængende huse i Baldersgade 20-22 på Nørrebro besat, hvor der blev etableret kollektiver. Huset, også kaldet BumZen, er det eneste besatte hus, der senere er blevet legaliseret. En fond købte huset og beboerne satte det selv i stand. Det fungerer i dag som ungdomskollektiv. Huset blev ransaget af politiet, som brugte tåregas i forbindelse med urolighederne i marts 2007 i forlængelse af rydningen af Ungdomshuset på Jagtvej.
I Baldersgade 10 lå Skolebestyrer Rosendals lille friskole. Den flyttede ind i den nybyggede bygning i 1874. I disse år gennemgik kvarteret en voldsom vækst med opførslen af nye 4-5 etages boliger, og der var stort behov for skoler.
Mineralvandsfabrikken Balderskilde blev grundlagt i 1900 og lå i baghuset til Baldersgade 8 til 1935.
Der var tidligere en smuk gavlreklame for “Social-Demokraten, Den rigtige Avis – mit Blad, dit Blad” på gavlen af nr. 4. (ud til Nørrebrogade).
I nr. 3 på hjørnet af Nørrebrogade og Baldersgade byggede den jernindustrielle virksomhed Atlas en fabrik til produktion af kølemaskiner i 1899. Mens den lå i Baldersgade (flyttede til Lundtofte i 1950) lavede den stort set kun køleanlæg til firmaer, da private ikke ejede køleskabe. Derfor var der mejerier i cirka hver anden gade i kvarteret. De forsvandt i takt med at køleskabe kom ind i de private hjem. I 1960'erne blev køleskabet allemandseje, og der stod Atlas på de fleste af dem.
Der findes også gader ved navn Baldersgade i Horsens og Aalborg.